# Nikola Šainović
Nikola Šainović (Bor, 7 dicembre 1948) è un politico serbo, è stato primo ministro della Serbia dal 10 febbraio 1993 al 18 marzo 1994 e in precedenza vice-primo ministro della Jugoslavia.
Il tribunale dell'Aja nel febbraio 2009 ha condannato Sainovic a 22 anni di carcere per crimini di guerra durante la Guerra del Kosovo nel 1999.